# 原爆の子〜広島の少年少女のうったえ
『原爆の子〜広島の少年少女のうったえ』（げんばくのこ ひろしまのしょうねんしょうじょのうったえ）は、1951年10月、長田新編により岩波書店から刊行された原爆体験文集である。

## 概要
旧制広島文理科大学（現・広島大学）教授在任中、1945年8月6日広島の原爆に被爆した教育学者・長田新は、原爆が人間、特に感受性の強い少年少女の精神にどのような影響を与えたかに強い関心を持ち、被爆した少年少女の手記を集めて平和教育の研究資料とする計画を立てた。彼は学生とともに作文用紙を持参して広島市内外の小・中・高・大学、さらに似島学園などの孤児収容施設などを巡回し、校長や教師を通じ手記の執筆を依頼した。この結果、1951年4月から6月までに1,175名の手記が集められ学生により清書された。
手記の一部は岩波書店の雑誌『世界』（1951年8月号）に吉野源三郎編集長の配慮により「ヒロシマの傷跡」と題して掲載された。これをきっかけとして、選ばれた手記105篇に長田の「序」を付し同年10月岩波書店から『原爆の子』として刊行された。この本に収録された手記の執筆者の内訳は、小学生が10校42名、中学生が8校25名、高校生が10校18名、大学生（旧制大学を含む）が10校20名（いずれも執筆当時）であった。なお、本文ではないが「序」のなかで、執筆当時中学1年生だった漫画家・中沢啓治による手記の一部（原爆投下直前の様子）が引用されている（手記を寄せた子供たちの中には朝鮮人も含まれていたという証言があるが、それらは刊行された『原爆の子』には収録されていない）。
当時学生として手記の編纂に協力した沖原豊（のち広島大学学長）によれば、この体験記の意義は、それまでの原爆問題の取り上げ方に一貫していたといわれる「敗北主義的な原爆エレジーに堕して」おらず、「原爆問題は、人間の力で克服することができる」という思想を「原爆の子」らの逞しい姿の中に見いだしている点にあるとされる。

## 反響
本書の刊行時は朝鮮戦争の最中であり、占領軍による厳しいプレスコードのもとで原爆被害の実態はほとんど知られていなかったため、その内容は日本国内や全世界で大きな反響を呼んだ。
大阪大学理学部学生自治会は「原爆の声に応えよう」という呼びかけを行い、これにこたえて京阪神の小・中・高校生が『原爆の子』を読んだ感想文が寄せ、これらの感想文をまとめた文集が刊行翌年の1952年3月に刊行された。さらに世界各国から翻訳の申し入れが殺到し、エスペラント語の抄訳が出されたのを皮切りに英・独などの訳が刊行され、2009年までの時点で14の言語で翻訳出版されている。1952年3月には、中央児童福祉審議会の推薦図書の一つに選ばれ、また1952年度の毎日出版文化賞を受賞した。
手記を書いた子供たちは1952年長田を名誉会長として「原爆の子友の会」を結成（この際長田は子供たち一人ひとりに『原爆の子』を手渡した）し、『原爆の子』をテーマとする演劇活動を中心に平和運動を展開した。先述の阪大理学部学生を中心に結成された「京阪神原爆の子に応える会」は「原爆の子」たちを大阪に招いてその劇を上演した。このような活動は原爆孤児全般に対する社会的関心を高め、1953年には日本人による原爆孤児の精神養子運動が始まった。また「友の会」の組織と活動は全国に影響を与え、長田が初代会長となった日本子どもを守る会の発足につながった。
また社会的反響の大きさから映画化が企画され、本書を原作に新藤兼人監督の「原爆の子」および関川秀雄監督の「ひろしま」が制作、前者は1952年、後者は53年に公開された。特に後者は日教組が制作に当たったことから教員を初めとする広島市民の全面的協力（資金援助やロケのための校舎使用、エキストラ出演など）を受けたことで知られる。

## 書誌情報
- 長田新（編）『原爆の子 広島の少年少女のうったえ』（上・下）岩波文庫、1990年　ISBN 4003317718（上）・ISBN 4003317726（下）

親本である初版は1冊本。文庫版オリジナルとして沖原豊の解説が下巻末に付されている。

### 関連書籍
- 広島県（編）『原爆三十年 〜広島県の戦後史〜』1976年. NCID BN03436391
- 田邊雅章 『ぼくの家はここにあった 爆心地〜ヒロシマの記録〜』朝日新聞出版、2008年 ISBN 9784023501249

かつて『原爆の子』に手記を寄せた児童の一人で、その後CGによる爆心地「猿楽町」の復元運動に取り組んだ映像作家の回想。
- 長田新 著『原爆の子にこたえて』 牧書店 1953年. NCID BN1447479X
- 長田新 著 岩崎ちひろ絵 『わたしがちいさかったときに―原爆の子 他より (若い人の絵本)』 童心社 1967年 のちフォア文庫ISBN 978-4494021024